# Узунджи
Узунджи́ (крим. Uzuncı, з 1945 по 2023 рік — Колхо́зне) — село в Україні, у Бахчисарайському районі Автономної Республіки Крим.
Населення становить 9 осіб.
Висота села становить 360 метрів над рівнем моря.
Розташоване в горах, за 3 км на схід від с. Родниківського. Узунджа перекладі означає «довге», «довгасте». Так само називається і невелика річка, вірніше, струмок — один з приток реки Чорної. На лівому березі цього струмка розташоване село.
У горах, неподалік села, знаходиться печера Сюндюрлі-Хоба (крим. «погасла печера»). В. X. Кондаракі повідомляє місцевий переказ, згідно з яким у 1475 р. тут, розвівши перед входом багаття, турки задушили димом генуезців, що ховалися в печері.

## Історія
Після депортації кримських татар перейменувано в Колхозне.
У 60-ті роки минулого століття село — частина Бахчисарайського району, потім входило до складу Балаклавського району Севастополя.
12 травня 2016 року Верховна Рада України, відповідно до законів про декомунізацію, ухвалила постанову про повернення селу його колишньої назви — Узунджи. Постанова набрала чинности у 2023 році.
7 вересня 2023 року село перейшло зі складу міста зі спеціальним статусом Севастополь до Бахчисарайського району Автономної Республіки Крим.